# Io... Zappulla
Io... Zappulla è un album del cantante italiano Carmelo Zappulla, pubblicato nel 1985.

## Tracce
1. Ragazza mia – 4:16
2. Tu e lui – 3:57
3. Ancora un po' – 2:46
4. Bidduzza – 3:59
5. Ma pecché – 3:38
6. A che serve – 3:43
7. Mannaggia – 2:51
8. Poesia – 4:30
9. Io ti amo – 3:12
10. L'amore è – 4:07
11. La prima volta – 3:13
12. Dint'o silenzio – 3:29